# 잠재적 유해 프로그램
잠재적 유해 프로그램(Potentially unwanted program, PUP) 또는 잠재적 유해 애플리케이션(potentially unwanted application, PUA)은 사용자가 원치 않거나 불필요하다고 인식할 수 있는 소프트웨어이다. 보안 및 보호자 관리 제품에서 주관적인 태그 기준으로 사용된다. 이러한 소프트웨어는 개인 정보를 침해하거나 컴퓨터 보안을 약화시킬 수 있는 구현을 사용할 수 있다. 회사는 종종 원하는 프로그램 다운로드를 래퍼 애플리케이션과 함께 번들로 제공하고 원치 않는 애플리케이션을 설치하도록 제안할 수 있으며, 어떤 경우에는 명확한 옵트아웃 방법을 제공하지 않는다. 바이러스 백신 회사는 번들로 제공되는 소프트웨어를 잠재적 유해 프로그램으로 정의하는데, 여기에는 침입성 광고(애드웨어)를 표시하거나 사용자의 인터넷 사용을 추적하여 광고주에게 정보를 판매(스파이웨어)하거나 사용자가 보는 웹 페이지에 자체 광고를 삽입하거나 프리미엄 SMS 서비스를 사용하여 사용자에게 요금을 부과하는 소프트웨어가 포함될 수 있다. 점점 더 많은 오픈소스 소프트웨어 프로젝트가 타사 웹사이트가 프로젝트의 지식이나 동의 없이 원치 않는 번들로 다운로드를 래핑하는 것에 대해 실망감을 표명했다. 거의 모든 타사 무료 다운로드 사이트가 다운로드를 잠재적으로 원치 않는 소프트웨어와 함께 번들로 제공한다. 이 관행은 사용자의 동의 없이 사용자의 보안 이익을 침해하기 때문에 널리 비윤리적인 것으로 간주된다. 일부 원치 않는 소프트웨어 번들은 사용자의 기기에 루트 인증서를 설치하여 해커가 브라우저에서 보안 경고를 제공하지 않고도 은행 세부 정보와 같은 개인 데이터를 가로챌 수 있다. 미국 국토안보부는 컴퓨터를 심각한 사이버 공격에 취약하게 만들기 때문에 안전하지 않은 루트 인증서를 제거할 것을 권고했다. 소프트웨어 개발자와 보안 전문가는 사람들이 항상 공식 프로젝트 웹사이트나 신뢰할 수 있는 패키지 관리자 또는 앱 스토어에서 최신 버전을 다운로드할 것을 권장한다.

## 기원
역사적으로 수익을 창출하기 위해 잠재적 유해 프로그램을 사용하는 최초의 대기업은 2000년대 중반 미국에서 Zango와 같이 나타났다. 이러한 활동은 회사가 조사를 받고 어떤 경우에는 당국에서 침입적이고 유해한 설치로 기소된 후 감소했다.